# Белоголовая
Белоголовая (коряк. Митцгаямку) — река в России, в Камчатском крае. Одна из крупнейших рек западного побережья полуострова Камчатка. Длина 226 км. Площадь водосборного бассейна — 4000 км². 
Берёт начало на западных склонах Срединного хребта тремя истоками, близ Ичинского вулкана. Белоголовая имеют большое количество проток и стариц. Впадает в Хайрюзовскую бухту Охотского моря севернее устья Сопочной.
В нижнем течении реки находится памятник природы регионального значения «Камчатская жемчужница на реке Белоголовой», основным объектом охраны которого является жемчужница Миддендорфа — редкий вид двустворчатых моллюсков, занесенный в Красную книгу Камчатки.

## Притоки
Объекты перечислены по порядку от устья к истоку.
- 14 км: река без названия
- 20 км: река без названия
- 25 км: река без названия
- 34 км: река без названия
- 36 км: река без названия
- 43 км: Кенгувэем
- 47 км: Камаквэем
- 52 км: Калаваям, Лев. Калаваям
- 59 км: Суков
- 79 км: Къюлаваям
- 82 км: Ахль
- 93 км: Катьиваям
- 96 км: Воямпиль
- 99 км: Наукваям
- 100 км: Юнкетваям
- 103 км: Тымлечиниваям
- 125 км: река без названия
- 129 км: река 2-й Кекук
- 158 км: река 2-я Белоголовая
- 172 км: река без названия
- 180 км: река без названия
- 194 км: река без названия
- 202 км: река без названия
- 204 км: река без названия

## Данные водного реестра
По данным государственного водного реестра России относится к Анадыро-Колымскому бассейновому округу.
Код водного объекта в государственном водном реестре — 19080000212120000031598.